# پیترو میگلیو
پیترو میگلیو (انگلیسی: Pietro Miglio; ۱۱ اوت ۱۹۱۰ – ۱۶ ژوئن ۱۹۹۲) بازیکن فوتبال اهل ایتالیا بود.
از باشگاه‌هایی که در آن بازی کرده‌است می‌توان به باشگاه فوتبال اینتر میلان، باشگاه فوتبال تراپانی، باشگاه فوتبال آلساندریا، باشگاه فوتبال تورینو، باشگاه فوتبال مسینا، البیا کالچو ۱۹۰۵، و باشگاه فوتبال دلفینو پسکارا اشاره کرد.